# اندر (غزنی)
اندر (به لاتین: Andar) یک منطقهٔ مسکونی در افغانستان است که در ولسوالی اندر واقع شده‌است.